# سنجش فشرده

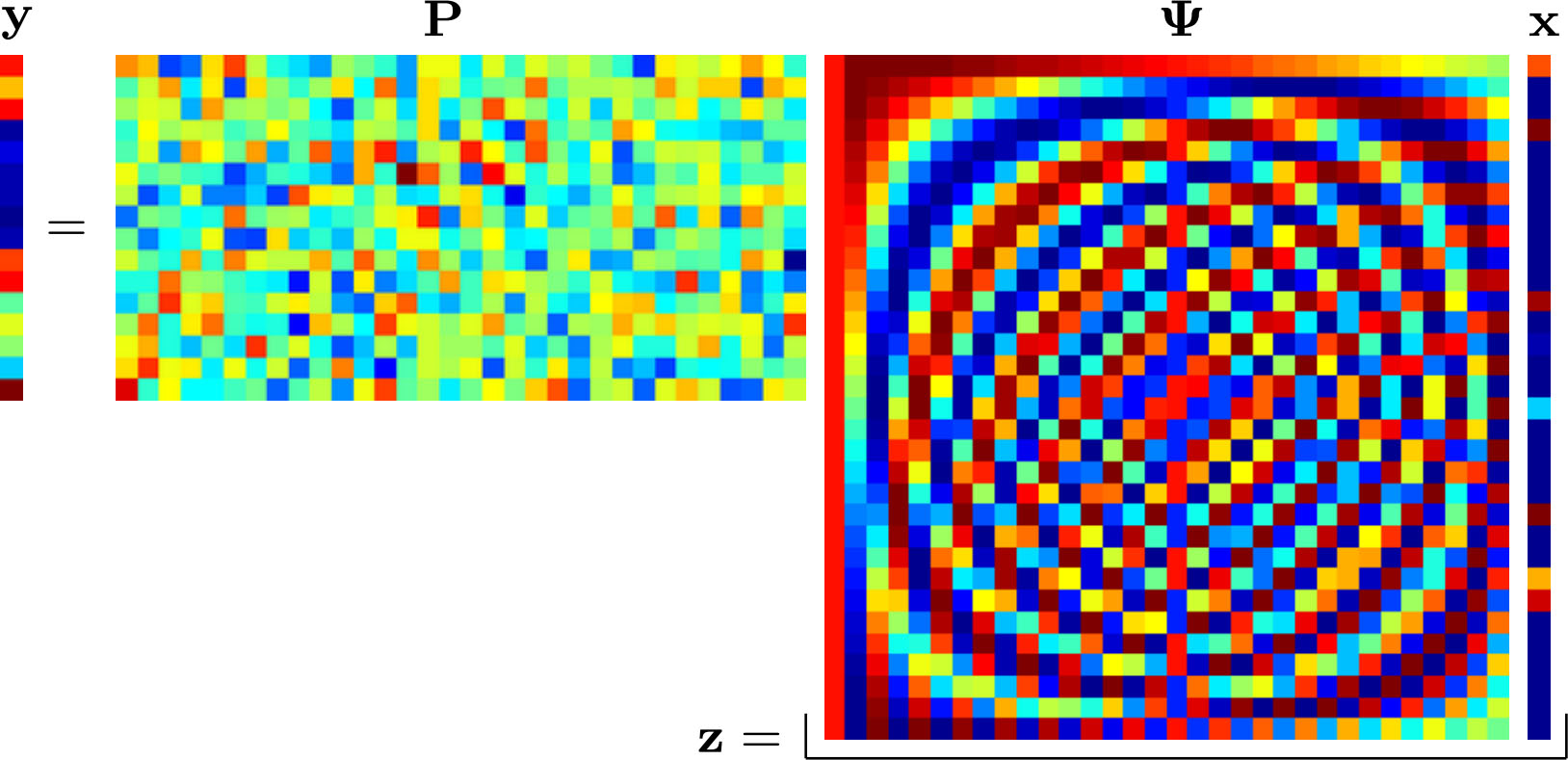
روش سنجش فشرده

سنجش فشرده یا حسگری فشرده به تکنیکِ پردازش سیگنال برای مخابرهٔ داده‌های بیشتر، با صرف هزینه کمتر گفته می‌شود. یکی از دغدغه‌های پژوهشگران حوزه مخابرات و پردازش سیگنال این است که بتوانند با صرف هزینه کمتر، اطلاعات بیشتری را مخابره نمایند. یکی از مسائلی که به این هدف کمک می‌کند؛ فشرده سازی اطلاعات است. یعنی به جای ارسال کامل اطلاعات، بخش زاید آن حذف و بخشی را که حاوی اطلاعات مفید یا شامل بخش عمده اطلاعات است ارسال می‌کنیم. یکی از راهکارهایی که برای فشرده سازی اطلاعات در سال‌های اخیر مطرح شده، مسئله سنجش فشرده است که مورد توجه فراوان محققین قرار گرفته است. با توجه به قضیه نایکوئیست برای بازیابی یک سیگنال نمونه برداری شده، نمونه برداری باید حداقل دو برابر پهنای باند سیگنال باشد. اما بعد از نمونه‌برداری برای ذخیره‌سازی یا ارسال سیگنال نمونه برداری شده به منظور فشرده سازی ناچار به دور ریختن بخشی از داده هستیم؛ بنابراین این ایده به ذهن می‌رسد که به جای نمونه برداری با نرخ بالا و سپس دور ریختن بخشی از داده پس از تبدیل به حوزهای دیگر(DCT)، از همان اول عمل فشرده سازی و نمونه برداری را به صورت همزمان انجام دهیم. اینجاست که ایده سنجش فشرده مطرح می‌شود.
نمونه برداری فشرده
در سنجش فشرده به جای برداشتن نمونه از سیگنال، از سیگنال اندازه(measure) گرفته می‌شود. اندازه در واقع ترکیب خطی از چند نمونه است. تعداد اندازه‌گیری‌های مورد نیاز برای بازیابی سیگنال در سنجش فشرده به مراتب کمتر از تعداد نمونه‌های مورد نیاز برای بازیابی سیگنال طبق قضیه نایکوئیست است. در سنجش فشرده، هدف از اندازه‌گیری سیگنال با نرخ اطلاعاتی (نرخی که به میزان اطلاعات یک سیگنال بستگی دارد) آن و نه نمونه برداری با نرخ نایکوئیست و سپس بازیابی آن است. مثلاً یک سیگنال صوت با پهنای باند ۴ کیلوهرتز را در نظر بگیرید. با توجه به قضیه نایکوئیست برای بازیابی کامل این سیگنال نرخ نمونه برداری باید حداقل ۸ کیلوهرتز باشد، اما می‌دانیم سیگنال صورت در حوزه(STFT) تنک است، یعنی تعداد زیادی از ضرایب STFT آن صفر هستند. در نتیجه سیگنال صوتی در این حوزه به مراتب اطلاعات کمتری دارد پس می‌توانیم نرخ اندازه‌گیری را نسبت به نرخ نمونه برداری، متناسب با این کاهش حجم اطلاعات از حوزه زمان به حوزه STFT کاهش دهیم. در سنجش فشرده مدل مسئله به یک دستگاه فرومعین به صورت رابطه زیر تبدیل می‌شود و هدف پیدا کردن تنک‌ترین جواب این دستگاه معادلات فرومعین است.
{\displaystyle Y_{\text{m×1}}=A_{\text{m×n}}\cdot S_{\text{n×1}}}
در رابطه بالا m<n است و{\displaystyle S_{\text{n×1}}} بردار سیگنال و {\displaystyle Y_{\text{m×1}}} بردار اندازه نام دارد. یافتن تنک‌ترین جواب دستگاه معادله فرومعین فوق معادل حل بهینه‌سازی زیر است:
{\displaystyle minimize\|\;S\|\;_{\circ }}
{\displaystyle subjecttoY=AS}
در مسئله بهینه‌سازی بالا،{\displaystyle \|\;.\|\;_{\circ }} بیانگر نرم صفر بردار است که بیانگر تعداد عناصر غیر صفر یک بردار است.
ماتریس‌های نمونه برداری
روشهای طراحی ماتریس نمونه برداری را به چند دسته کلی می‌توان تقسیم نمود:
۱)ماتریس‌های تصادفی که بر مبنای یک توزیع احتمال (گوسی، برنولی، دوجمله‌ای) ساخته می‌شوند.
۲)ماتریس‌های تصادفی یا شبه تصادفی ساختاریافته که بر مبنای روشهای طراحی ترکیبی ساخته می‌شوند.
۳)ماتریس‌های بهینه شده که عمدتاً بهینه‌سازی شده ماتریس‌های دسته اول می‌باشند و با به کارگیری روشهایی سبب بهبود عملکرد ماتریس‌های تصادفی شده‌اند.

## کاربردها
تصویربرداری فشرده، تصویربرداری پزشکی، تبدیل آنالوگ به اطلاعات، پردازش داده‌های ژئوفیزیکی، جمع‌آوری داده‌های زیستی، رادار و سونار، نجوم، مخابرات، شبکه‌های سنسوری، تصویربرداری فوق طیفی، شناسایی سیستم‌های خطی متغیر با زمان، مترولوژی سطح، آنالیز طیف، گرافیک کامپیوتر، رباتیک، جمع‌آوری داده‌ها از راه دور، آنالیز مدارهای مجتمع، شناسایی چهره، بازیابی فاز، تصویربرداری و توموگرافیPA، نمونه برداری از میدان مغناطیسی، سیستم‌های مخابراتی چند ورودی-چند خروجی، تخمین کانال در سیستم‌های مخابراتی و…

## کاربردهای تصویربرداری
در زمینه تصویربرداری کارهای بسیار زیادی توسط نمونه برداری فشرده انجام شده که هدف بیشتر آنها در راستای کاهش تعداد سنسورهای دوربین و در پی آن کاهش هزینه و توان مصرفی آنها است. کاهش تعداد سنسورها همچنین باعث کاهش حجم دوربین خواهد شد که در تکنولوژی امروزه فاکتور مهمی محسوب می‌شود. آرایه‌های دوربین فشرده نمونه گیری از این زمینه‌ها می‌باشند که در آنها نرخ نمونه برداری با تعداد پیکسل‌ها و دوربین‌ها رابطه نمایی دارد. با به کارگیری سنجش فشرده در این آرایه‌ها می‌توان این نرخ را تا حد قابل توجهی کاهش داد. به عنوان مثال در شکل ۱ یک دوربین تک پیکسلی دیده می‌شود که با استفاده از مفهوم سنجش فشرده کار می‌کند. چگونگی عمل نمونه برداری تصادفی در این شکل به وضوح مشخص است. این دوربین اساساً از یک کامپیوتر نوری (یک DMD، دولنز، یک آشکارساز فوتون تکی و یک مبدل آنالوگ به دیجیتال) که اندازه‌گیری‌های خطی تصادفی از صحنه مورد نظر ایجاد می‌کند تشکیل شده است. پردازش یا بازسازی تصاویر از نمونه توسط یک کامپیوتر دیجیتال قابل اجرا خواهد بود.

## کابردهای مخابراتی
نیاز به مبدل‌های آنالوگ به دیجیتال سرعت بالا و دقت بالا یکی از نقاط چالش‌برانگیز در پیاده‌سازی سیستم‌های مخابراتی فرکانس بالا و راداری است. با ظهور سنجش فشرده و ارائه تضمین‌های نظری لازم جهت بازسازی سیگنال تنک با استفاده از تعداد بسیار کمتری نمونه نسبت به آنچه که نظریه نایکوئیست معرفی می‌کند، تلاش‌های در جهت استفاده از این نظریه در برطرف کردن نیاز به این مبدلهای پرسرعت انجام شده شده است. بخشی از این تلاش‌ها به ساخت معماری‌های جدید اخذ سیگنال به نام مبدل‌های آنالوگ به اطلاعات انجامیده است. استفاده از این نظریه مشروط به تنک بودن سیگنال دریافتی است و آنچه که استفاده از سنجش فشرده در پردازش رادار را ممکن می‌کند، تنک بودن سیگنال بازتاب اهداف در فضاهای ترکیبی از مکان، سرعت، تأخیر، داپلر و … است. در رادارها، سیگنال‌های دریافتی از آنتن‌های مختلف برای انجام پردازش همزمان به یک مرکز پردازشی مشترک ارسال می‌شوند؛ بنابراین با به کارگیری سنجش فشرده در این رادارها علاوه بر عدم نیاز به مبدل‌های آنالوگ به دیجیتال با نرخ بالا برای هر رادار گیرنده، تعداد نمونه‌های کمتری برای پردازش ارسال شده و در نتیجه هزینه به طور چشم گیری کاهش می‌یابد.